# Ballade du Vaisseau fantôme

La Ballade du Vaisseau fantôme est un air tiré de l'opéra tragique de Richard Wagner, Le Vaisseau fantôme, 1re édition française.

## Contexte
Acte II, scène 1. Senta, la fille du capitaine marchand, entourée de ses servantes, relate l'histoire du Hollandais volant, une légende en laquelle elle croit de tout son cœur malgré les fortes réprobations de son entourage.

## Paroles
Hiva ah !
Hiva ah !
Hiva ah !
Hiva !
Avez-vous vu le vaisseau mort,
Mât noir et voile rouge ?
Pâle, un homme veille à son bord,
Sans que jamais il bouge !
Hui ! quel sifflement !
Hiva ah !
Hiva ah !
Hui !
Quel bruit du vent !
Hiva ah !
Hiva ah !
Hui !
Il doit fuir sur les flots
Et sans fin, sans merci, sans repos !
Dans son malheur
L'instant peut venir de la délivrance,
S'il trouve un cœur
Qui jusqu'à la mort l'aime avec constance !
Pauvre marin !
Exauçant ma prière,
Le ciel j'espère,
Te le feras trouver enfin !
Doublant un cap il blasphémait :
"En vain la foudre gronde !
Je veux lutter, quand ce serait
Jusqu'à la fin du monde !"
Hui !
Satan bientôt
Hiva ah !
Hiva ah !
Hui ! l'a pris au mot !
Hiva ah !
Hiva ah !
Hui !
Son arrêt est d'errer sur les flots,
Sans merci, sans repos !
Dans son malheur
L'instant peut venir de la délivrance ;
L'ange sauveur
En lui, du salut, a mis l'espérance !
Pauvre marin !
Exauçant ma prière,
Le ciel, j'espère,
Te le feras trouver enfin !
À l'ancre il vient tous les sept ans,
Pour chercher une belle.
Pas une hélas ! depuis le temps
Ne lui resta fidèle.
Hui ! la voile au vent !
Hiva ah !
Hiva ah !
Hui ! vite, en avant !
Hiva ah !
Hiva ah !
Hui !
Faux amour ! faux serment !
Sans merci, sans repos, en avant !
Ah ! Vers quel port
Celle que promit Dieu se trouve-t-elle ?
Jusqu'à la mort
Où trouver ce cœur fidèle ?
C'est moi, c'est moi qui veux t'aimer sans cesse !
Dieu tout puissant, fais qu'il paraisse !
Que, grâce à moi, sa peine cesse ! sa peine cesse !
Ce cœur sincère,
Le ciel te le réserve enfin !